# Cascada de Serebró
La cascada de Serebró (en ruso: Bодопад Серебряные струи, en ucraniano: Bодопад Срібні струмені, es una cascada de Rusia situada en Crimea.